# Dipterocarpus bourdilloni
Dipterocarpus bourdilloni — вид тропических деревьев рода диптерокарпус семейства диптерокарповые.

## Распространение
Dipterocarpus bourdilloni — эндемик Южной Индии. Произрастает в Западных Гатах, главным образом, в штате Керала.

## Описание
Высокое вечнозеленое дерево. Высота ствола 45—50 метров. Диаметр ствола до 150 см. Стволы дерева используют для изготовления лодок.

## Статус
Из-за вырубки лесов этот вид был занесен в Красную книгу МСОП. Охранный статус — CR — Виды, находящиеся на грани полного исчезновения.

## Галерея

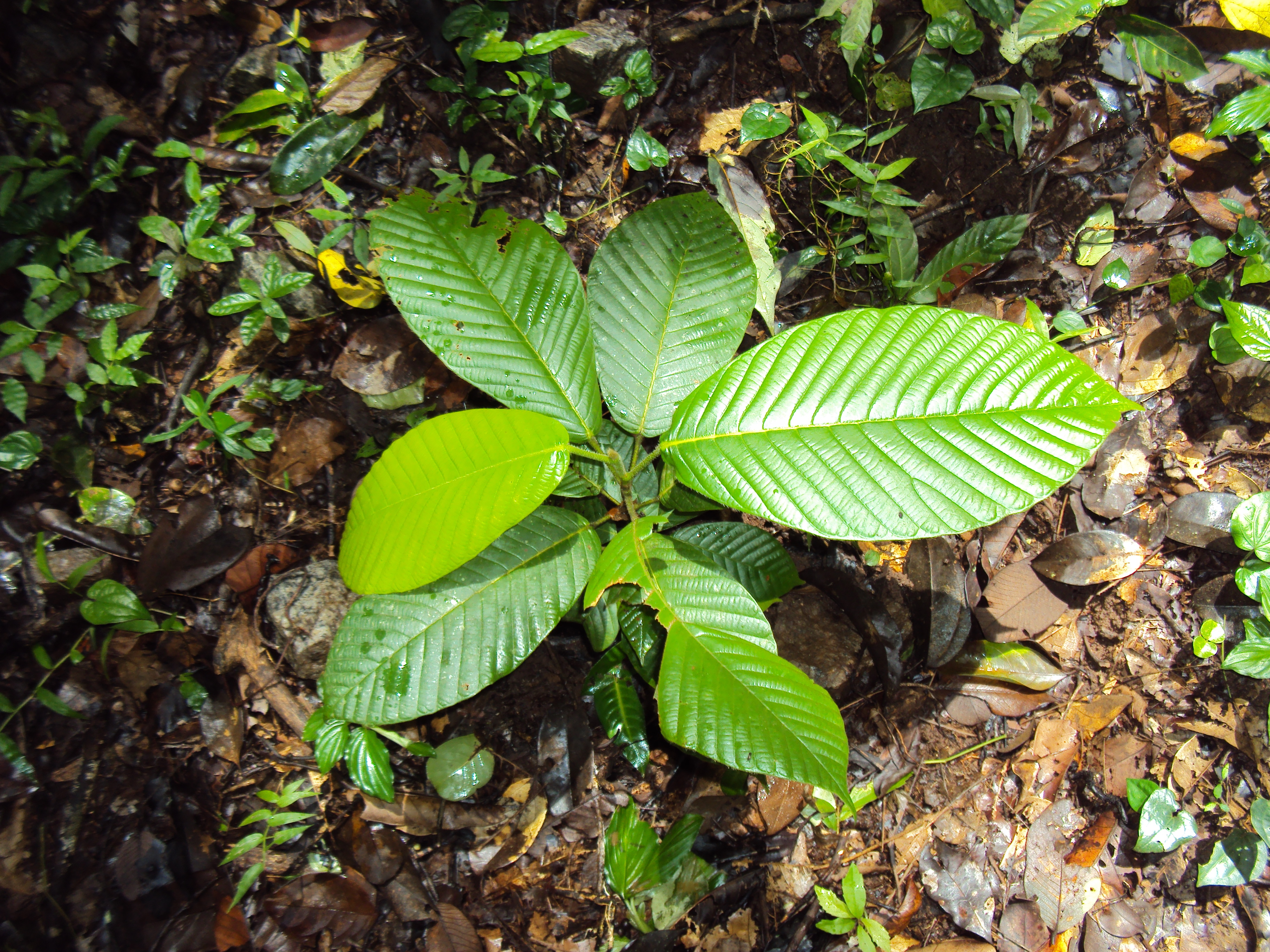
Молодое растение
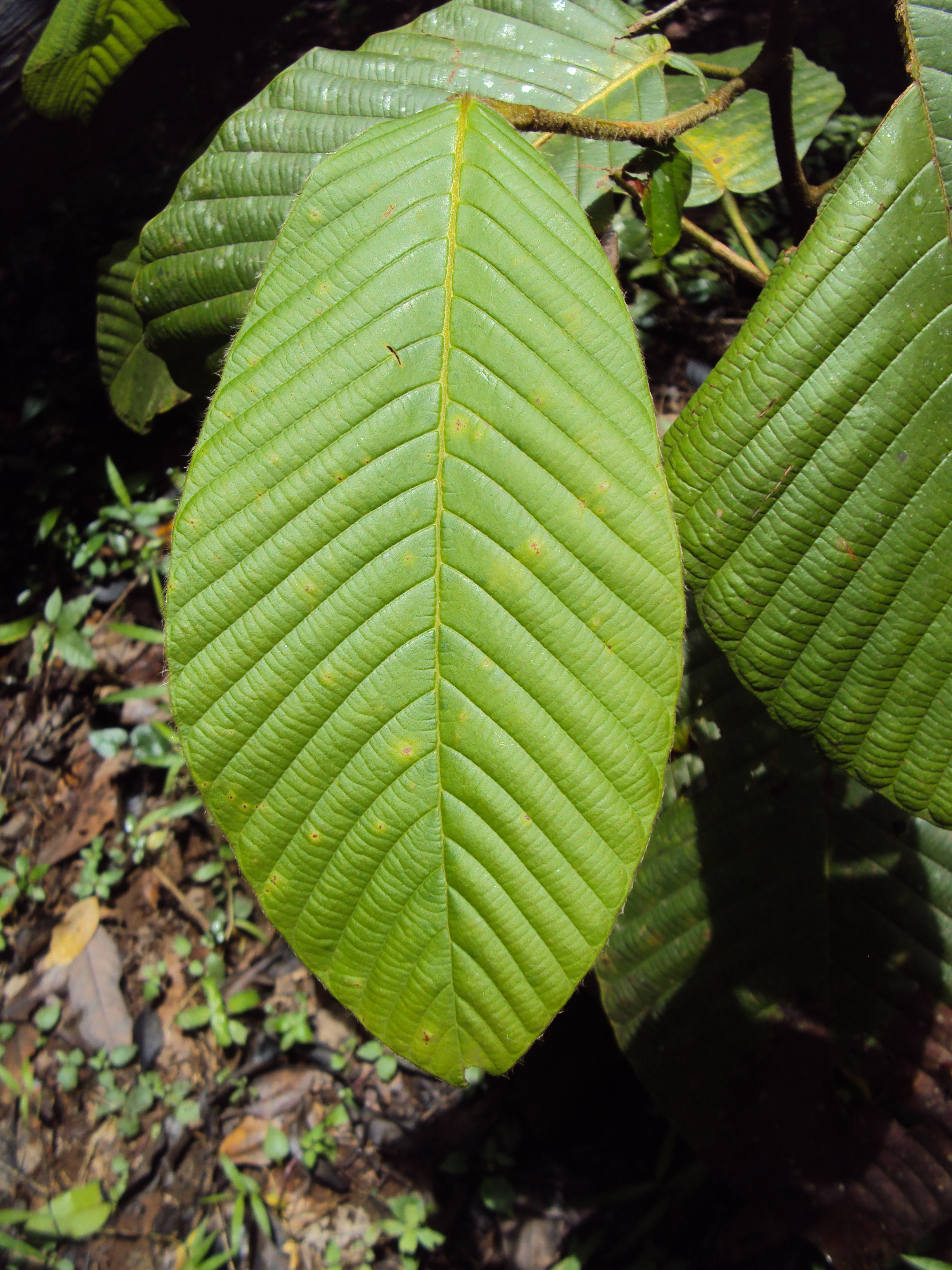
Лист
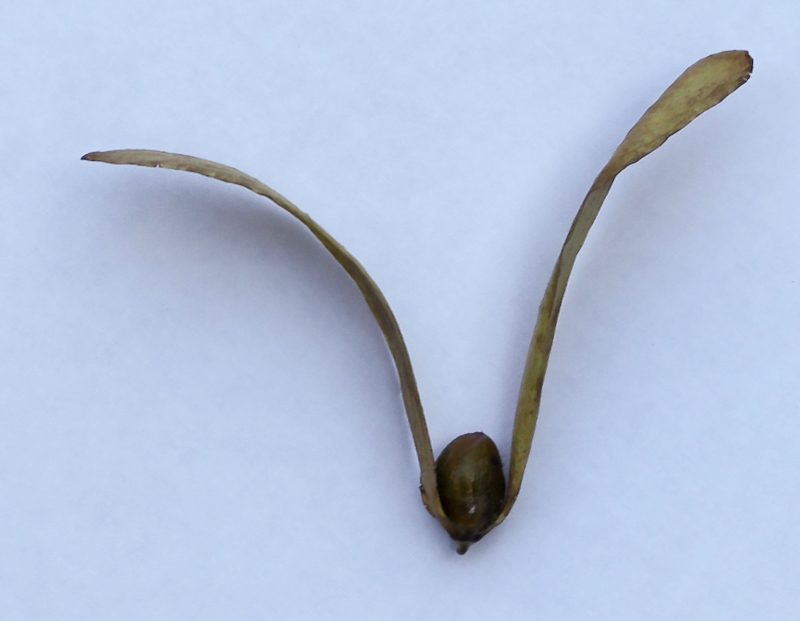
Плод